# Awateria
Awateria is een geslacht van weekdieren uit de klasse van de Gastropoda (slakken).

## Soorten
- Awateria crossei (E. A. Smith, 1891)
- Awateria defossa Powell, 1942 †
- Awateria echinata Powell, 1942 †
- Awateria evanida Suter, 1917 †
- Awateria hoylei (E. A. Smith, 1891)
- Awateria karakaensis Marwick, 1931 †
- Awateria marwicki Powell, 1942 †
- Awateria miocenica Vella, 1954 †
- Awateria optabilis (R. Murdoch & Suter, 1906)
- Awateria retiolata L. C. King, 1933 †
- Awateria streptophora Suter, 1917 †
- Awateria striata Vella, 1954 †
- Awateria thomsoni Powell, 1942 †
- Awateria wairoaensis Powell, 1942 †
- Awateria watsoni (E. A. Smith, 1891)